# Evaristo Isasi
Evaristo Isasi Colmán (Assunção, 26 de outubro de 1955) é um ex-futebolista profissional paraguaio que atuava como atacante. Ele defendeu a seleção paraguaia em 17 jogos (2 gols), 6 jogos na Copa América de 1979 e tornou-se campeão.
Evaristo Isasi fez parte do elenco da Seleção Paraguaia da Copa do Mundo de 1986.
Ele jogou em três clubes:
- General Caballero (1974)
- Olimpia (1975-1981)
- Tolima (1982)
- Olimpia (1983-1988)

Mas foi no Olimpia que Evaristo foi campeão:
- campeonato paraguaio: 1975, 1978, 1979, 1980, 1985 e 1988;
- Copa Interamericana: 1979;
- Copa Libertadores da América: 1979 e
- Copa Intercontinental: 1979 (Mundial de Clubes).

## Títulos
Olimpia
- Campeonato Paraguaio: 1975, 1978, 1979, 1980, 1985 e 1988
- Copa Interamericana: 1979
- Copa Libertadores da América: 1979 e
- Copa Intercontinental: 1979 (Mundial de Clubes)[3]